# 弯管列当
弯管列当（学名：Orobanche cernua），为列当科列当属下的一个种。种加名 cernua 意为“匍匐垂下的”。